# Стево Рађеновић
Стево Рађеновић (Срб, 8. јануар 1893 — САД, 1961) био је политичар Југословенске радикалне заједнице током међуратног периода и четнички вођа у Лици  за време марионетске НДХ током Другог светског рата. Био је истакнути вођа устанка у Србу у јулу 1941. против геноцидне владе НДХ предвођене усташама и био је први четнички вођа у региону који је постигао договор са Краљевском италијанском војском како би сарађивао са њима против југословенских партизана.
После рата је емигрирао у Сједињене Америчке Државе.

## Међуратна каријера
Током међуратног периода, Рађеновић је био политичар и посланик Југословенске радикалне заједнице у Скупштини Југославије, представљајући село Срб у региону Лике.  ЈРЗ је била странка основана 1935. године као умерени ауторитарни покрет, али се постепено кретала ка фашистичком моделу под вођством Милана Стојадиновића, који је био премијер Југославије од 1935. до 1939. године.

## Устанак у Србу
Краљевина Југославија је увучена у Други светски рат након југословенског државног удара 27. марта 1941. године и инвазије Осовине предвођене Немачком на Југославију која је уследила 6. априла 1941. године. Југославија је брзо поражена и распарчана од стране сила Осовине, и пре него што су се из Југославије уопште предали, Немци су оркестрирали стварање марионетске државе познате као Независна Држава Хрватска (НДХ). Владу НДХ формирале су усташе, хрватски фашистички и терористички покрет. Италија је анектирала велики део Далмације и неке друге делове југословенске територије, а НДХ је подељена на немачке и италијанске зоне утицаја дуж онога што је постало познато као Бечка линија. Римски уговори од 18. маја формализовали су италијанске анексије, углавном утврдили границе НДХ и успоставили војне аранжмане. Ови споразуми су прецизирали да значајно подручје у италијанској зони утицаја (познатој као Зона II) треба да буде демилитаризовано, уз дозволу само цивилне управе НДХ. Мање подручје италијанске зоне утицаја (Зона III) било је ослобођено таквих ограничења. Након закључења ових споразума, италијанске трупе су се повукле из НДХ и биле су распоређене само у анектираним подручјима (Зона I). Регион Лике је спадао у Зону II.
Усташе су одмах спровеле геноцидну политику против Срба, Јевреја и Рома унутар НДХ, са масовним убиствима Срба почевши од краја априла.
Крајем маја, у селу Кистање одржан је састанак српских вођа; међу присутнима су били Рађеновић и Момчило Ђујић, свештеник из села Стрмица, и неколико избеглица из оближњих подручја НДХ. Убрзо након овог састанка, ове вође су ступили у контакт са италијанским властима у Зони I. Дана 23. јула, жупан новоанектиране италијанске покрајине Зара, Везио Орази, организовао је састанак српских националиста, међу којима су били Ђујић, Рађеновић, Рађеновићев зет Пајо Омчикус, четнички војвода Владе Новаковић, свештеник Илија Зечевић и адвокат Урош Десница из Обровца.
Командант италијанског VI корпуса у Далмацији, генерал-потпуковник Ренцо Далмацо, окривио је усташе и муслимане за побуну и никада се није осећао пријатно због званичне италијанске политике „не мешања” са НДХ. Одлучио је да ствар узме у своје руке како би стекао савезнике од српских побуњеника. Користио је кнински округ као пробни случај, самоуверено извештавајући своје претпостављене да оближња побуњеничка група од преко 1.000 људи нема намеру да изазове било какав инцидент који би захтевао италијанску реакцију. Наложио је својим трупама у Книну да разоружају 60 усташких војника у граду 30. и 31. јула, а 1. августа српски побуњеници су ушли у град без инцидената. Побуњеници су потом обећали да неће нападати кретање трупа дуж железничких пруга у округу, осим ако не превозе снаге НДХ. Као одговор, Италијани су дозволили Србима да обављају своје сопствене српске православне верске службе у граду. Ова Далмацова акција у Книну била је део ширег обрасца покушаја Италијана да прошире свој утицај на НДХ на рачун загребачке владе. То је учињено усклађивањем њихове окупационе политике са захтевима српских националиста, са циљем да се избеглице врате у своје градове и села и тиме избегну борбу против самих побуњеничких група.
Дана 2. августа, поручник Емилио Креоли је известио Оразија да су се српски националисти састали у Бенковцу, како је договорио Орази, и да су се сложили да се врате у своје матичне градове и да заједно са Италијанима раде на уједињењу округа Грачац и Книн са италијанским гувернаторатом Далмацијом који је био састављен од оних делова Далмације које су Италијани већ анектирали, јер би таква заједничка политика осујетила побуну коју су предводили комунисти. Ђујићу, Рађеновићу и осталима је такође обећана финансијска и материјална помоћ са образложењем да ће детаље утврдити гувернер Далмације Ђузепе Бастијанини и Орази.

## Сарадња са Италијанима
До средине јануара 1942. године, Италијани су постигли договор са неколико четничких вођа да их задрже у пријатељским односима и за паралелне или заједничке операције против партизана. Први четнички вођа који је то учинио био је Рађеновић. Заједно са Ђујићем, Рађеновић се свакодневно састајао са италијанским карабињерским пуковником.

## Приватни живот
Био је ожењен Милевом (рођ. Омчикус; 1898–1971). Њихов син Стеван Бато Рађеновић (1928–2020) био је члан уређивачког одбора листа Србија.